# Президент на Литва
Президентът на Литва (на литовски: Lietuvos Respublikos Prezidentas) е държавният глава на Република Литва.
Длъжността е създадена на 4 април 1919 г. Мандатът на президента е 5 години, като има и възможност за 1 преизбиране. Избира се чрез всеобщи преки избори. Първи, заемащ длъжността президент, е Антанас Сметона.

## Правомощия
Литовският президент има малко повече изпълнителни правомощия от колегите си в съседните Естония и Латвия. Функцията на президента на Литва е много подобна на тази на президентите на Франция и Румъния. Подобно на тях, но за разлика от президентите в изцяло президентска система като тази в САЩ, президентът на Литва като цяло има най-голяма власт в областта на външните работи. В допълнение към обичайните дипломатически правомощия на държавните глави, а именно получаване на акредитивните писма на чуждестранни посланици и подписване на договори, президентът определя основните насоки на външната политика на Литва. Президентът е и главнокомандващ на въоръжените сили на Литва и съответно оглавява Държавния съвет по отбрана и има правото да назначава началник на отбраната.
Президентът също има значителна роля във вътрешната политика, притежавайки правото да внася законопроекти в Сейма и да налага вето на приетите от него закони, да назначава министър-председателя и да одобрява съставеното от него правителство, както и да има право да разпуска Сейма и свиква предсрочни избори след успешен вот на недоверие или ако Сейма откаже да одобри бюджета на правителството в рамките на 60 дни. Следващият избран Сейм обаче може да поиска по-ранни президентски избори.
Президентът също осигурява ефективна съдебна система, като е отговорен за номинирането на една трета от съдиите в Конституционния съд и целия Върховен съд за назначаване от Сейма. Президентът също има право директно да назначава всички други съдии.

## Избори
Съгласно Конституцията на Литва, приета през 1992 г., президентът се избира за петгодишен мандат по модифицирана система от два тура: кандидатът изисква абсолютно мнозинство от гласовете и/или избирателната активност да бъде над 50%, или за своя дял от гласовете да се равнява на поне една трета от броя на регистрираните гласоподаватели, за да спечели изборите на първи тур. Ако нито един кандидат не го направи, двамата кандидати с най-много гласове се изправят един срещу друг на втори тур, който се провежда две седмици по-късно. При встъпването си в длъжност президентът не трябва да бъде част от която и да е политическа партия.
Ако президентът почине или стане недееспособен, докато е на поста, председателят на Сейма поема длъжността, докато не встъпи в длъжност нов президент след нови избори.

## Списък на президентите
|   | картинка | име                 | встъпил в длъжност | напуснал длъжността | партия     |
| 1 |          | Алгирдас Бразаускас | 25 февруари 1993   | 25 февруари 1998    | Независим  |
| 2 |          | Валдас Адамкус      | 26 февруари 1998   | 26 февруари 2003    | Независим  |
| 3 |          | Роналдас Паксас     | 26 февруари 2003   | 6 април 2004        | Независим  |
| 4 |          | Артурас Паулаускас  | 6 април 2004       | 12 юли 2004         | Нов съюз   |
| 5 |          | Валдас Адамкус      | 12 юли 2004        | 12 юли 2009         | Независим  |
| 6 |          | Далия Грибаускайте  | 12 юли 2009        | 12 юли 2019         | Независима |
| 7 |          | Гитанас Науседа     | 12 юли 2019        | Действащ            | Независим  |